# The Jungle Captive
The Jungle Captive – amerykański horror z 1945 roku, będący kontynuacją filmów Captive Wild Woman z 1943 roku i Jungle Woman z 1944 roku.

## Fabuła
Film jest kontynuacją poprzednich części. Fabuła toczy się wokół kolejnego pomysłu wybitnego biochemika pana Stendhala. Tym razem używa swojej asystentki Ann Forester, jako dawczynię w procesie przywracania do życia Pauli, kobiety-małpy. 

## Obsada
- Otto Kruger – pan Stendahl
- Amelita Ward – Ann Forrester
- Phil Brown – Don Young
- Jerome Cowan – inspektor W.L. Harrigan
- Rondo Hatton – Moloch
- Vicky Lane – Paula Dupree
- Eddie Acuff – Bill, mężczyzna z kostnicy
- Ernie Adams – Jim, mężczyzna z kostnicy
- Charles Wagenheim – Fred
- Eddy Chandler – policjant
- Jack Overman – detektyw w laboratorium